# Corni (Galați)
Corni est une commune roumaine située dans le județ de Galați.